# Allée Jean-Bart
Pour les articles homonymes, voir Jean Bart (homonymie).
L'allée Jean-Bart est une voie de Nantes, en France. 

## Situation et accès
Il s'agit d'un ancien quai, du Centre-ville de Nantes, qui bordait la rive gauche du cours de l'Erdre, dont le comblement a permis la création du cours des 50-Otages.
L'allée Jean-Bart, qui se situe dans secteur piétonnier, forme une partie du cours des 50-Otages qui la longe sur son côté ouest, et sert de nos jours de référence aux adresses postales des immeubles bordant celui-ci. Elle relie l'allée Flesselles à la rue de la Barillerie. Elle est prolongée au nord par l'allée Penthièvre. Elle est rejointe, sur son côté est, par la rue Beauregard et la rue du Vieil-Hôpital.

## Origine du nom
le nom de l'un des plus célèbres corsaires français Jean Bart (1650-1702).

## Historique
Par le passé, c'est principalement à cet endroit que les vanniers exposaient quotidiennement leur osier et les marchandises qu'ils fabriquaient.
Dénommé d'abord « quai d’Erdre », il porte son nom actuel depuis 1836. 
Avant le comblement de l'Erdre, deux franchissements permettaient d'accéder, depuis le quai, à la rive opposée de la rivière, le quai Cassard : le « pont d'Orléans », à l'extrémité nord ; le « pont d'Erdre », à l'extrémité sud, à son point de confluence avec la Loire. Ceux-ci furent détruits lors de ces travaux qui durèrent 1929 à 1945. Dès lors, le quai est transformé en allée permettant de desservir les habitations riveraines, séparée du cours des 50-Otages par une rangée d'arbres.

## Bâtiments remarquables et lieux de mémoire
- no 2 : 
  - l'écrivain Jules Verne y passa une partie de son enfance, jusqu'à l'âge de 11 ans[3]. Son frère Paul, ainsi que deux de ses sœurs, Anna et Mathilde, y sont aussi nés.
  - l'acteur, humoriste, chanteur, parolier et écrivain Sim (1926-2009) y passe une partie de son enfance[4].

| Monument | Adresse                                   | Coordonnées                        | Notice         | Protection | Date | Illustration |
| -------- | ----------------------------------------- | ---------------------------------- | -------------- | ---------- | ---- | ------------ |
| Immeuble | 1, 2 allée Jean-Bart Rue du Vieil-Hôpital | 47° 12′ 52″ nord, 1° 33′ 19″ ouest | « PA00108716 » | Inscrit    | 1945 | Immeuble     |